# Kłajpeda
Kłajpeda (lit. Klaipėda wymowaⓘ, niem. hist. Memel) – miasto na wybrzeżu Morza Bałtyckiego nad Zalewem Kurońskim, w zachodniej części Litwy, położone u ujścia rzeki Dangi do Zalewu Kurońskiego, połączone kanałem z ujściem rzeki Niemen. Największe miasto Małej Litwy.
W Kłajpedzie znajduje się duży port morski oraz stacja kolejowa.

## Historia

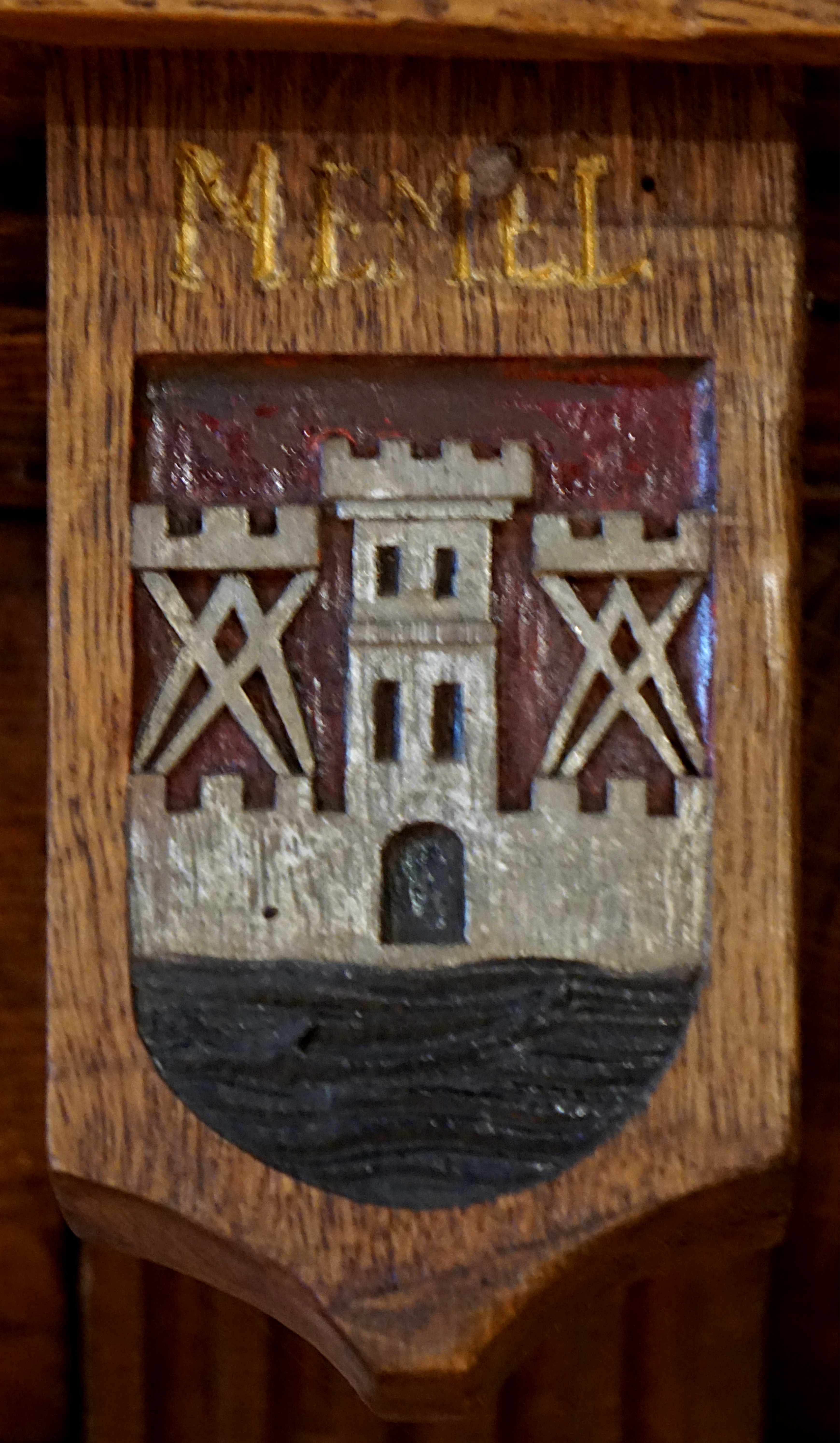
Herb Kłajpedy w sali plenarnej staromiejskiego ratusza w Gdańsku

- 1252 – budowa zamku krzyżackiego Memelburg
- 1254 – lokacja miasta na prawie lubeckim
- 1323 – najazd wojsk litewskich Giedymina spustoszył miasto

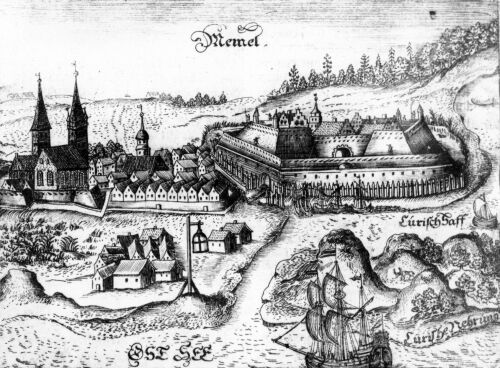
Kłajpeda w XVII wieku

- 1466–1657 – wraz z Prusami Książęcymi Kłajpeda lennem Korony Królestwa Polskiego
- 1475 – miasto uzyskało prawo chełmińskie
- 1525 – miasto przyjęło luteranizm
- 1540 – pożar zniszczył znaczną część miasta
- 1629–1635 – okupacja szwedzka w czasie wojny z Rzecząpospolitą
- 1672 – ścięcie Krystiana Kalksteina
- 1701 – miasto częścią Królestwa Prus
- 1709–1711 – wielka epidemia dżumy
- 1757–1762 – okupacja rosyjska w czasie wojny siedmioletniej
- 1762 – powrót miasta do Prus
- 1806–1807 – Kłajpeda tymczasową stolicą Prus, schronił się tu wraz z dworem król Fryderyk Wilhelm III
- 1871 – miasto wraz z Prusami wchodzi w skład zjednoczonych Niemiec
- 1919–1923 – z ramienia Ligi Narodów miastem administrowała Francja
- 1920 – utworzono polską Delegację przy Komisji Międzysojuszniczej, pełniącą funkcje dyplomatyczne
- 1923 – wyparcie administracji i wojska francuskiego przez Litwę i powołanie autonomicznego Okręgu Kłajpedy ze stolicą w Kłajpedzie. Podpisanie porozumienia litewsko-niemieckiego odnośnie do praw Niemców w mieście.
- 22 marca 1939 – manifestacja zbrojna niemieckiej Kriegsmarine na redzie portu w Kłajpedzie i następnie przyłączenie wraz z Okręgiem Kłajpedy do III Rzeszy
- 1945 – przyłączenie do ZSRR (Litewska SRR)
- od marca 1990 roku ponownie w granicach niepodległej Litwy
- 1991 – założenie Uniwersytetu Kłajpedzkiego

## Zabytki
- ruiny krzyżackiego zamku Memelburg z lat 1408–1417; w latach 1529–1559 wokół zamku zbudowano bastiony
- kościół ewangelicki z XVIII w.
- kościół ewangelicko-baptystyczny z XIX wieku
- spichlerze z XVIII w.
- Teatr Dramatyczny z 2 poł. XIX w. w stylu neoklasycystycznym
- rzeźba Anny z Tharau z 1912 roku (rekonstrukcja), na placu Teatralnym

## Demografia

### Populacja
Wykres populacji Kłajpedy (w tys.).
W roku 2006 liczba mieszkańców Kłajpedy wynosiła 187 316 osób – 86 308 z nich stanowili mężczyźni a 101 008 kobiety.
Struktura wiekowa (2013):
- wiek 0–14 – 13,7%
- wiek 15–59 – 67,2%
- wiek 60+ – 19,1%

Struktura etniczna (2011)
- Litwini: 73,9%
- Rosjanie: 19,6%
- Ukraińcy: 1,9%
- Białorusini: 1,7%
- Polacy: 0,3%
- Inni: 2,6%

Powierzchnia miasta (2011) wynosi 98 km², 38% powierzchni zajmują budynki, 1,4% drogi, 8,45% użytki rolne, 14,08% wody, pozostałe 38% jest „innego użytku”. W Kłajpedzie znajduje się 17 urzędów pocztowych, stacja kolejowa, port, 20 hoteli, 4 kościoły katolickie, 3 cerkwie prawosławne, synagoga, 10 muzeów, 4 teatry i 15 ośrodków sportowych.

## Gospodarka

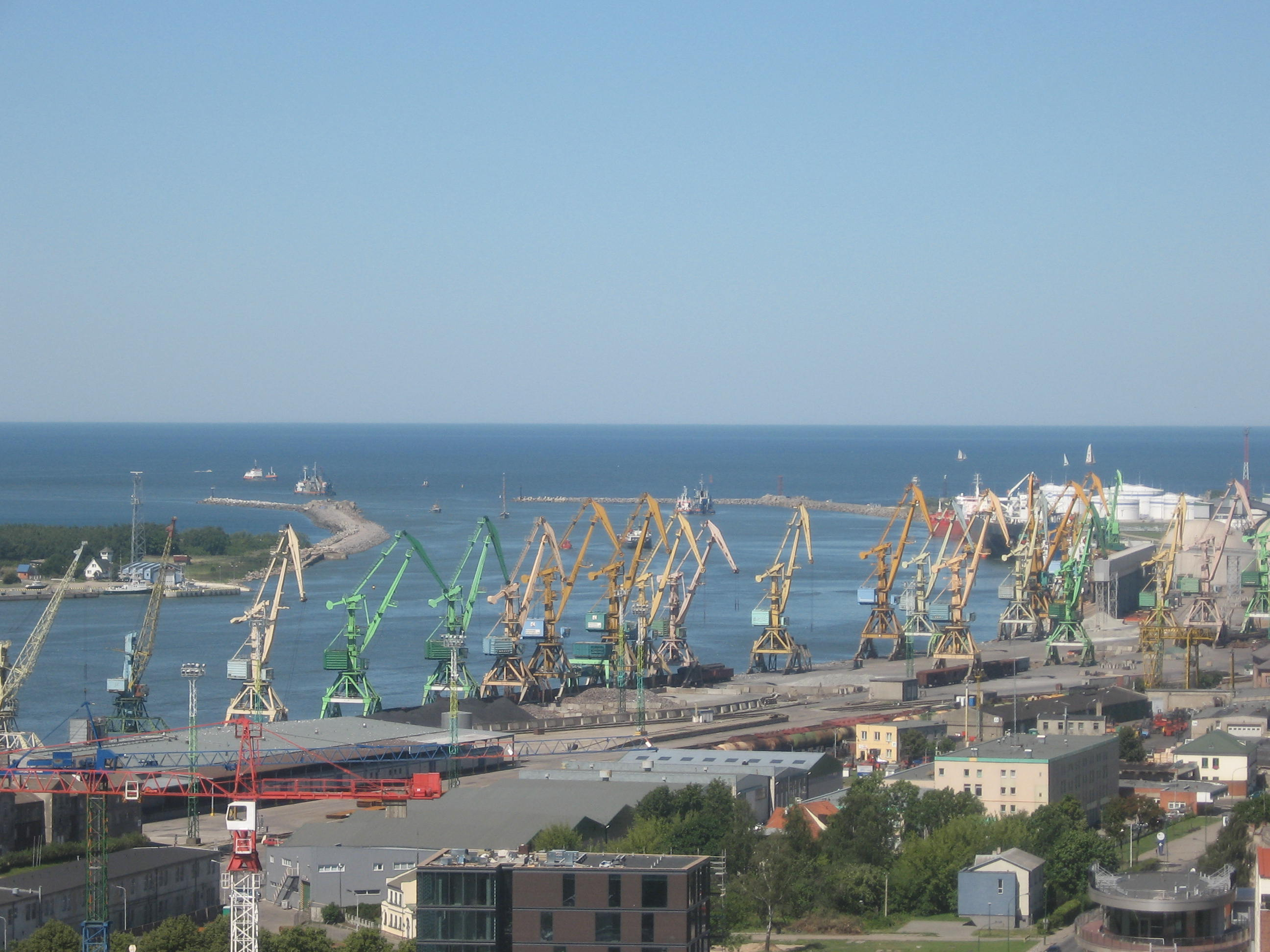
Port morski w Kłajpedzie

W Kłajpedzie zlokalizowany jest jeden z większych bałtyckich portów morskich. W 2014 w porcie zanotowano wyniki przeładunków na poziomie 36,41 mln ton, w tym ładunków skonteneryzowanych 450,4 tys. TEU oraz 344,8 tys. pasażerów w ruchu promowym. W Klajpedzie zlokalizowany jest ważny port rybacki (najważniejszy na Litwie) oraz stocznia Western Shipyard. 

## Ludzie
- Simon Dach – niemiecki poeta
- Gitanas Nauseda – prezydent Litwy
- Emma Ostaszewska – polska pianistka
- Tomas Vaitkus – litewski kolarz szosowy
- Tomas Venclova – litewski poeta, publicysta
- Jerzy Utowka – działacz mniejszości polskiej na Litwie
- Ireneusz Załuski – polski rzeźbiarz, powstaniec styczniowy
- Karol Bernard Załuski – polski dyplomata, językoznawca, orientalista

## Miasta partnerskie
Miasta partnerskie Kłajpedy, w tym 2 zawieszone miasta z powodu zbrojnej agresji na Ukrainę:

- Cleveland, Stany Zjednoczone (1992)
- Gdynia, Polska (1993)
- Królewiec, Rosja (1993) (zawieszony)
- Karlskrona, Szwecja (1989)
- Kotka, Finlandia
- Kuji, Japonia (1989)
- Lipawa, Łotwa (1997)
- Lubeka, Niemcy (1990)
- Mannheim, Niemcy (2002)
- Mohylew, Białoruś (1997) (zawieszony)
- North Tyneside, Wielka Brytania (1995)
- Odessa, Ukraina (2004)
- Sassnitz, Niemcy (1993)
- Szczecin, Polska (2002)